# Francis Fernandes
Francis Fernandes (Vasco da Gama, 25 novembre 1985) è un calciatore indiano, centrocampista del Vasco.

## Statistiche

### Presenze e reti nei club
| Stagione          | Squadra           | Campionato        | Campionato | Campionato | Coppe nazionali | Coppe nazionali | Coppe nazionali | Coppe continentali | Coppe continentali | Coppe continentali | Altre coppe | Altre coppe | Altre coppe | Totale | Totale |
| Stagione          | Squadra           | Comp              | Pres       | Reti       | Comp            | Pres            | Reti            | Comp               | Pres               | Reti               | Comp        | Pres        | Reti        | Pres   | Reti   |
| ----------------- | ----------------- | ----------------- | ---------- | ---------- | --------------- | --------------- | --------------- | ------------------ | ------------------ | ------------------ | ----------- | ----------- | ----------- | ------ | ------ |
| 2016              | Pune City         | ISL               | 4          | 0          | -               | -               | -               | -                  | -                  | -                  | -           | -           | -           | 4      | 0      |
| 2017              | Chennaiyin        | ISL               | 14+3       | 0          | SC              | 1               | 0               | -                  | -                  | -                  | -           | -           | -           | 17     | 0      |
| 2018-2019         | Chennaiyin        | ISL               | 17         | 1          | SC              | 1               | 0               | AFC Cup            | 5                  | 0                  | -           | -           | -           | 23     | 1      |
| Totale Chennaiyin | Totale Chennaiyin | Totale Chennaiyin | 34         | 1          |                 | 2               | 0               |                    | 5                  | 0                  | -           | -           | -           | 41     | 1      |
| 2020-2021         | Vasco             | GPL               | ?          | ?          | -               | -               | -               | -                  | -                  | -                  | -           | -           | -           | ?      | ?      |
| Totale carriera   | Totale carriera   | Totale carriera   | 38         | 1          |                 | 2               | 0               |                    | 5                  | 0                  | -           | -           | -           | 45     | 1      |

### Cronologia presenze e reti in Nazionale
| Cronologia completa delle presenze e delle reti in nazionale ― India | Cronologia completa delle presenze e delle reti in nazionale ― India | Cronologia completa delle presenze e delle reti in nazionale ― India | Cronologia completa delle presenze e delle reti in nazionale ― India | Cronologia completa delle presenze e delle reti in nazionale ― India | Cronologia completa delle presenze e delle reti in nazionale ― India | Cronologia completa delle presenze e delle reti in nazionale ― India | Cronologia completa delle presenze e delle reti in nazionale ― India |
| Data                                                                 | Città                                                                | In casa                                                              | Risultato                                                            | Ospiti                                                               | Competizione                                                         | Reti                                                                 | Note                                                                 |
| -------------------------------------------------------------------- | -------------------------------------------------------------------- | -------------------------------------------------------------------- | -------------------------------------------------------------------- | -------------------------------------------------------------------- | -------------------------------------------------------------------- | -------------------------------------------------------------------- | -------------------------------------------------------------------- |
| 6-10-2014                                                            | Kalyani                                                              | India                                                                | 2 – 3                                                                | Palestina                                                            | Amichevole                                                           | 1                                                                    |                                                                      |
| 8-10-2015                                                            | Ashgabat                                                             | Turkmenistan                                                         | 2 – 1                                                                | India                                                                | Qual. Mondiali 2018                                                  | -                                                                    | 51’ 79’                                                              |
| 13-10-2015                                                           | Mascate                                                              | Oman                                                                 | 3 – 0                                                                | India                                                                | Qual. Mondiali 2018                                                  | -                                                                    |                                                                      |
| Totale                                                               |                                                                      | Presenze                                                             | 3                                                                    |                                                                      | Reti                                                                 | 1                                                                    |                                                                      |

## Palmarès

### Club

#### Competizioni nazionali
- I-League: 1

Salgaocar: 2010-2011
- Indian Super League: 1

Chennaiyin: 2017-2018